# Sharli Hamidu
Ibrahim Abdelhamid Sharli (arabe : إبراهيم عبد الحميد شارلي), plus connu sous le nom de Sharli Hamidu (arabe : شارلي حميدو) (né à Alexandrie en 1907 et mort en 2003), est un joueur de football international égyptien, qui évoluait au poste de défenseur.

## Biographie

### Carrière en club
Hamidu a joué sa carrière de club à Alexandrie à l'Al Ittihad puis à l'Al Olympi et enfin à l'Al Teram. Entretemps, il signe une parenthèse dans la capitale à l'Al Ahly. Il remporte avec ces clubs la coupe d'Égypte à quatre reprises (1926, 1933, 1934 et 1937).

### Carrière en sélection
Il a participé au mondial de 1934 en Italie où les Égyptiens ne joueront qu'un match au premier tour contre la Hongrie, où ils s'inclineront par 4 buts à 2.